# Cynodesmus
Genre
Cynodesmus est un genre fossile de canidés omnivores qui ont vécu en Amérique du Nord pendant l'Oligocène, de 33,3 à 26,3 millions d'années, existant pendant environ sept millions d'années.
Cynodesmus a été l'un des premiers canidés à ressembler vraiment à un chien. Mesurant environ un mètre de long, il avait à peu près la même taille qu'un coyote moderne, mais avait un crâne plus court, une queue plus lourde et une croupe plus longue. La forme de ses membres suggère que Cynodesmus n'était pas un très bon coureur par rapport à la plupart des autres canidés ; il a probablement attaqué une proie dans une embuscade. Contrairement aux chiens modernes, il avait cinq orteils à chaque pied, portant des griffes partiellement rétractables.

## Liste des espèces
Selon GBIF (14 août 2023) :
- †Cynodesmus martini Wang, 1994
- †Cynodesmus thooides (Scott, 1893) - espèce type

## Taxonomie
Le nom valide complet (avec auteur) de ce taxon est Cynodesmus Scott, 1893.
Cynodesmus comprenait autrefois de nombreuses espèces de canidés oligocènes et miocènes aux dentitions hautement carnivores (hypercarnivores). Une révision du genre par Wang (1994) indique que la plupart des espèces précédemment placées dans Cynodesmus ne sont pas apparentées à l'espèce type, C. thoides. Ces autres espèces ont été placées dans les genres Carpocyon, Desmocyon, Leptocyon, Metatomarctus, Osbornodon, Otarocyon, Paracynarctus, Paratomarctus et Phlaocyon (Wang, 1994 ; Wang et al., 1999). Parmi ceux-ci, seul Osbornodon appartient à la même sous-famille que Cynodesmus, Hesperocyoninae. Les genres restants sont placés dans les sous-familles des Borophaginae et des Caninae.
Les espèces non apparentées étant supprimées, Cynodesmus est actuellement limité à l'espèce type et à C. martini étroitement apparenté (Wang, 1994).
Des études utilisant l'ancienne conception de Cynodesmus le considéraient comme l'ancêtre de Tomarctus (16-23 Ma) à partir duquel les loups, les chiens, les renards et les fennecs se sont développés. Cynodesmus est un bon exemple d'évolution convergente en raison d'autres espèces telles que Borophagus, le plus grand et le plus dominant des canidés de l'époque pliocène, qui en ont tous deux évolué.
Cynodesmus a pour synonyme :
- Desmatocyon Cope, 1894